# 野村竜一
野村 竜一（のむら りょういち、1964年〈昭和39年〉10月2日 - ）は、日本の運輸・国土交通技官。

## 来歴

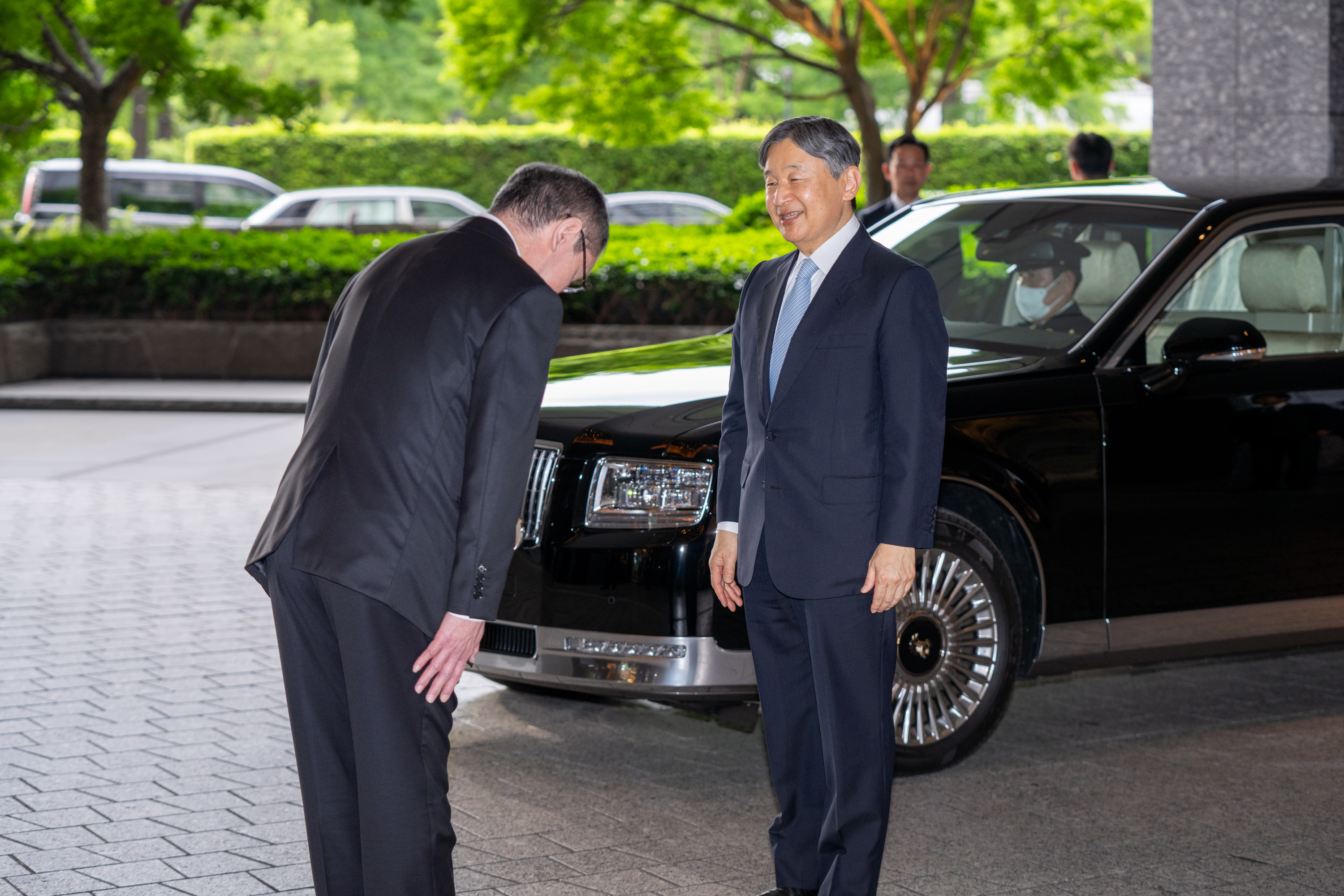
2025年6月2日、気象業務150周年記念式典に際して今上天皇（右）に挨拶

神奈川県出身。川崎市や横浜市で育ち、聖光学院中学校・高等学校を経て、1989年（平成元年）、東北大学理学部を卒業。1991年（平成3年）に東京大学理学系研究科修士課程を修了し、同年気象庁に入庁。入庁後、総務部企画課企画調整官、仙台管区気象台気象防災部長、地震火山部管理課長、総務部企画課長などを歴任。
2021年（令和3年）1月5日、大阪管区気象台長に就任。
2022年（令和4年）4月1日、地震火山部長に就任。
2023年（令和5年）1月5日、大気海洋部長に就任。在任中、農家や漁業関係者などへのデータ提供が想定された「デジタルアメダス」の導入に取り組んだ。2024年（令和6年）1月10日、大気海洋部長を退任し、気象庁付に異動。
同年1月17日、気象防災監に就任。
2025年（令和7年）1月17日、気象庁長官に就任。